# Электронная открытка
Электронная цифровая открытка — открытка, похожая на почтовую открытку или поздравительную открытку, главное отличие заключается в том, что она создается с помощью цифровых медиа, вместо бумаги или других традиционных материалов. Электронные открытки обычно предоставляются на различных сайтах в интернете, где их можно передавать получателю, указав его электронный адрес. Такие открытки также считаются более экологичными (дружественными к окружающей среде), по сравнению с обычными бумажными поздравительными карточками.
Электронные открытки являются цифровым контентом, что делает их значительно более универсальными, чем бумажные. К примеру, в отличие от традиционных открыток, электронные могут быть легко направлены одновременно многим людям или персонализированы для получателя. Такие открытки могут быть сохранены на любой компьютер или электронное устройство и даже пересмотрены через экран телевизора, поскольку начали появляться цифровые видео-открытки
Обычно отправитель электронной карточки выбирает подходящую открытку из онлайн каталога. Выбрав открытку, отправитель может редактировать её в разной степени, добавляя сообщения, фотографии или видео. Наконец, отправитель указывает электронную почту получателя и сайт высылает электронное сообщение получателю, от имени адресанта.

## Электронные открытки для печати
Некоторые электронные карточки рассчитаны для печати, вместо отправки по электронной почте. Однако большинство людей не считает такие открытки электронными, зато их воспринимают как обычные, самостоятельно изготовленные, поздравительные карточки. Их преимущество, в отличие от традиционных, заключается в том, что они дешевле, и изготовляются лично для получателя. Это отличная замена приветствия обычными штампованными открытками.

## Технологическая эволюция
Со времени создания, в 1994 году Джудит Донат, технология электронной открытки существенно изменилась. Только один технический аспект остался неизменным — механизм отправки: e-mail полученный адресатом содержит не саму поздравительную открытку, а индивидуально закодированную обратную ссылку на сайт, который отражает поздравительную открытку выбранную адресантом.

### Почтовые карточки и поздравительные открытки
Подобно бумажным аналогам, почтовые карточки используют визуальное искусство (статические или анимированные изображения и видео) при этом оставляя пространство для личной записки. Такими были первые электронные карты. На сегодняшний день существуют различные типы электронных открыток. Некоторые оформлены с использованием фиксированных приветствий, другие дают возможность выбрать поздравления (из выпадающего списка или с другими вариантами выбора поздравлений)

### Флэш-анимация
Такой тип электронных открыток основан на двумерной векторной анимации, которая контролируется с помощью языка-скрипта. Этот формат принадлежит Adobe. Однако, широкое применение программного обеспечения от Adobe позволяет этому типу цифровых открыток с легкостью быть просмотренными на большинстве современных компьютеров. Получатель просматривает короткометражную анимацию продолжительность которой обычно составляет 15-30 секунд. Из-за характера содержания анимация преимущественно имеет мультипликационный стиль, хотя некоторые творения на Flash могут быть достаточно сложными и реалистичными. Анимацию обычно сопровождает звуковая дорожка, которая может содержать речь или музыку.
Открытки анимированные на Flash могут быть интерактивными, однако, большинство Flash-анимированных открыток созданы передать чувства отправителя через простой просмотр.
Анимированная флэш-карты, которые сегодня предлагают практически все крупные электронные карты издателей и, следовательно, самый распространенный Формат.

### Видео открытки
Видео открытки используют сочетание персонализированного текста и видео чтобы передать сообщение получателю. Существует несчетное количество подобных сервисов, среди них Rattlebox, где пользователь выбирает и настраивает текст на предварительно записанном видео или DVCards.com, на котором пользователь записывает свое видео при помощи веб-камеры.

### Мобильные открытки
С развитием мобильных технологий, Multimedia Messaging Service (MMS), что собственно является картинкой в SMS, стало популярнее. Цифровые открытки также могут быть отправлены на мобильные устройства и телефоны. Мобильные открытки или, так называемые, «MCards» предлагаются различными поставщиками мобильного контента. Подобно электронным открыткам, мобильные могут содержать несколько изображений, текстовых сообщений и музыку. Также мобильными открытками считаются карточки присланные с помощью мобильного приложения.
Одной из первых компаний, создавших «MCards» является голландская компания Mgreetings (основана в 2003 году). Мобильные открытки могут быть отправлены с ПК также, как и электронные открытки. Пользователи, зайдя на веб-сайт, могут выбрать открытку и ввести номер мобильного телефона получателя, и эта карта будет отправлена на указанный номер в MMS.

### Сетевые мультимедийные Е-открытки
Создание веб-открытки, эволюционируя, становится более креативным. Пользователь может создать поздравительную карточку онлайн, выбирая фон, перетаскивая картинки, анимацию, смайлы и набирая текст, который выглядит, как рукописный. Такие открытки могут содержать видео и музыку.

### Е-открытки с лицом
Технология Flash 10 теперь позволяет сайтам разрабатывать приложения на заказ, которые могут загружать фото, менять их и вырезать лицо. Пользователь в дальнейшем может встроить их в анимацию для получения значительно более высокого уровня персонализации.

### Открытки-игры
Некоторые цифровые открытки содержат интерактивные игры. Такие игры обычно содержат анимацию и музыку, вроде других анимированных карт. А также функцию, позволяющую отправителю добавить личное сообщение.

## История
Метафора цифровой открытки была использована ещё в начале существования Всемирной паутины. Первый сайт открыток, The Electric Postcard, был создан в конце 1994 года Джудит Донатом в MIT Media Lab. Дело начиналось медленно: в первые недели было отправлено 10-20 карт в день, в течение первого лета было отправлено 1000—2000 карт в день, а потом обороты резко выросли. В течение рождественского сезона 1995 −1996, были дни, когда отправлялось более 19 000 открыток; до конца весны 1996 года было отправлено в общей сложности более 1700000 открыток. Исходный код этого сервиса был сделан общедоступным, при условии, что пользователи будут делиться обновлениями между собой. The Electric Postcard получила многочисленные награды, включая награду GNN Best of the Net 1995 года.
Открытки MIT оставались доминирующими и единственной задокументированной службой электронных открыток к концу осени 1995 года. В ноябре 1995, Awesome Cyber Cards, также известные как marlo.com (располагались на marlo.com до октября 2010 года), начали разрабатывать поздравительную карточку в интернете, цифровая карта в интернете, которая включает фиксированное или выбранное из предложенных изображение и поздравление.
Когда Internet Archive начал охватывать сайты со всего интернета осенью 1996, было создано хранилище информации по развитию электронных карточек путем сохранения истории интернета, с того времени и более ранних временных пометок на страницах интернета, которые были зафиксированы. Веб-страницы The Awesome Cards, охвачены с 10 ноября 1996 и доступны в Wayback Machine, демонстрируют развитие цифровых открыток в течение 1996 года и показывают коллекцию карточек. Ранее в 1996 году, особенно праздничная коллекция открыток, создает виртуальную временную отметку развития электронных поздравительных открыток, начиная от валентинок с фиксированным приветствием в феврале 1996, далее до карточек с предложенными поздравлениями на выбор в коллекции ко Дню благодарения.
К середине 1996 года, многочисленное количество сайтов предлагало электронные поздравления. В середине октября 1996, The Awesome Cards разработали и представили электронные почтовые («Email Express») карточки, на основе возможностей предлагаемых браузером Netscape 3.0. Это было впервые, что сама электронная открытка могла быть направлена непосредственно адресантом получателю, без отправки письма с ссылкой на открытки находящуюся на сайте.
Между сентябрем 1996 и Днем благодарения 1997, компания Blue Mountain, которая производила бумажные открытки, разработала электронную карточку на своем сайте. Популярность Blue Mountain быстро выросла на возможности посетителей создать открытку для отправки. Компания Blue Mountain расширилась ещё больше, когда Microsoft продвигала сервис на своей бесплатной службе Hotmail. Это взаимодействие закончилась когда в ноябре 1998 года Blue Mountain подала на Microsoft в суд за перемещение почтовых объявлений о получении открытки, от них и других компаний электронных открыток, в папку спама пользователей Hotmail.
До 1999 года, большие капиталы начали вливаться в интернет, провоцируя бум «доткомов». Среди сайтов с электронными открытками Blue Mountain Arts была лидером. Их продажи в октябре 1999 года составили 780 млн долларов (что составляет 71 доллар за уникального пользователя в месяц). На сделку ссылались CNN и Business 2.0 в качестве доказательства дотком пузырь. 13 сентября 2001, за три недели до подачи заявления о банкротстве 1 октября 2001, Excite @ Home продала BlueMountain .com компании American Greetings за 35 млн долларов, то есть 3,23 доллара за уникального пользователя в месяц. Сайт BlueMountain .com остается большим сайтом, в основном сосредоточенным на электронных открытках. В июне 2008 года, JustAnotherDotCom.com приобрели сайт бесплатных Е-открыток Greeting-cards.com и добавили его в свой сайт с открытками, что сделало их крупнейшим сайтом электронных карт в мире.
С начала, большинство электронных карточек были бесплатными, часто спонсируемых рекламой. Хотя бесплатные карточки остаются наиболее распространенными и популярными, некоторые сайты берут плату за все электронные открытки или специальные премиум открытки. Другие предлагают годовое членство, которое позволяет пользователям отправлять открытки в течение срока членства.
Несколько некоммерческих организаций предлагают бесплатные открытки, как способ представить организацию другому лицу. В 2006, SOS Children’s Villages — USA начала предлагать различные бесплатные электронные карточки: на день рождения, открытки с благодарностью, День матери.

## Безопасность
Отправка электронной открытки определённому получателю, непосредственно учитывает предоставление электронного адреса получателя службе электронных карт — третьей стороне. Вроде других услуг от третьих сторон по электронной почте (например компании рассылок), оператор имеет возможность злоупотреблять адресом. Примером такого злоупотребления является отправка рекламы сервисом электронных открыток на почту получателя. Согласно правилам защиты от спама, используемых крупными интернет провайдерами, такая реклама учитывается за спам, ведь получатель никогда не давал согласия получать её. Отправитель открытки, так же как и сервис могут быть привлечены к ответственности за акт рассылки спама, поскольку, сервис прислал спам, отправитель открытки предоставил электронный адрес.
В некоторых случаях, отправка электронных поздравлений клиентам, используя службу электронных открыток может быть нелегальной для организации или бизнеса. К примеру, законы о конфиденциальности данных могут запретить бизнесу раскрывать информацию о клиентах третьим лицам — в том числе имена и электронные адреса.
В конце июня 2007 волна писем с темой «Вы получили открытку от члена семьи!» И другими подобными темами пробирались в интернет. К сожалению, большинство из этих писем содержали ссылки на вредоносные веб-сайты, на которых JavaScript использовался для взлома браузера, чтобы поставить под угрозу систему, или содержит ссылку на вредоносный файл, маскирующийся под электронную открытку.